# Louise von Panhuys

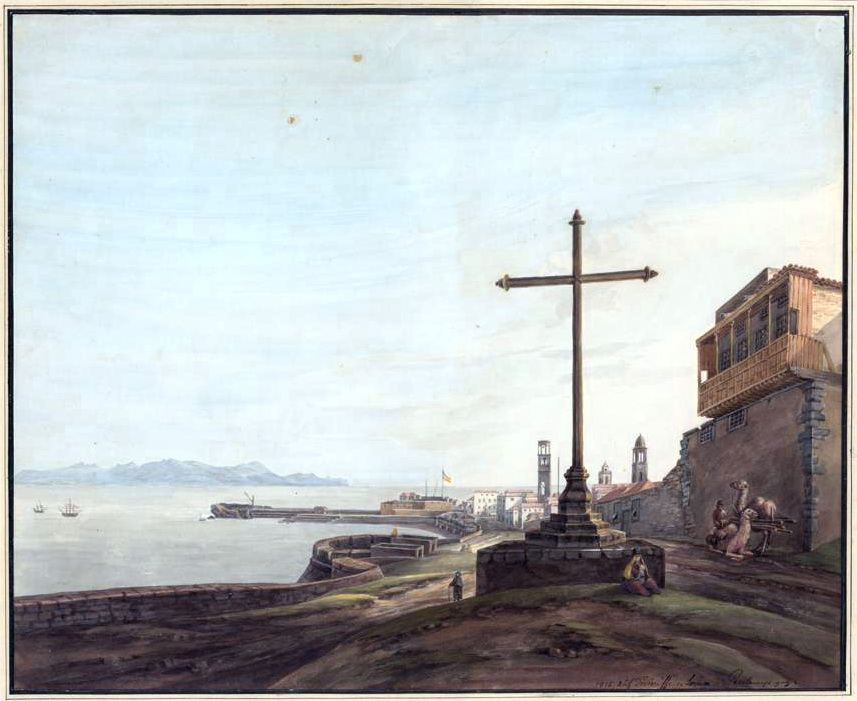
Puerto de Tenerife

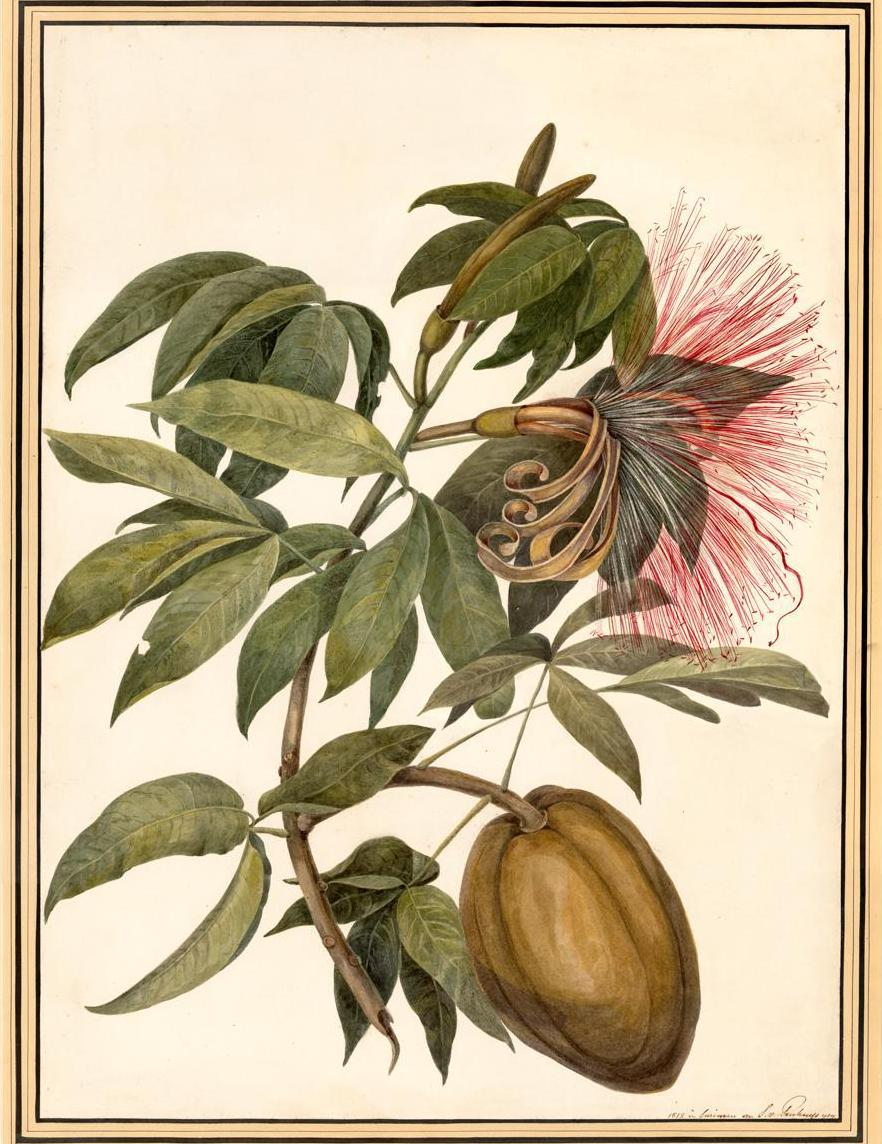
Planta del cacao

Louise von Panhuys, nacida von Barckhaus de Wiesenhütten (Fráncfort del Meno, 10 de octubre de 1763-Fráncfort del Meno, 18 de octubre de 1844) fue una artista botánica y pintora de paisajes alemana.

## Biografía
Louise Friederike Auguste von Barckhaus de Wiesenhütten nació en Frankfurt y era el sexto hijo de Charlene von Barckhaus de Wiesenhütten; y Heinrich Carl von Barckhaus de Wiesenhütten; que más tarde fue nombrado barón. Recibió formación artística de su madre, que era pintora aficionada, y de un familiar, Christian Georg Schütz el Viejo. A través de un familiar, conoció al poeta Johann Wolfgang von Goethe muuy joven y luego mantuvieron correspondencia.
Se trasladó a Darmstadt, probablemente después de la muerte de su padre, y vivió con uno de sus hermanos. Entre 1802 y 1805 realizó dos largos viajes a Inglaterra con su hermano, donde entró en contacto con naturalistas e ilustradores botánicos ingleses para continuar su formación como pintora. Parece que durante este período recibió lecciones privadas con el conocido pintor botánico James Sowerby .

## Matrimonio
En 1805, se casó con un viudo oficial holandés, Willem van Panhuys Benjamin. En 1811, viajaron a Surinam, donde tenía una plantación de café que heredó de su primera mujer. Posteriormente adquirieron allí también una plantación de caña de azúcar. A principios de 1816, Surinam, que ha había sido ocupada por los ingleses en 1804, volvió al dominio holandés. Willem fue nombrado gobernador general por el rey Guillermo I de los Países Bajos, pero su mandato duró solo unos meses, ya que murió en julio de 1816. Louise regresó a Frankfurt, donde vivió en una casa que había pertenecido a Matthäus Merian, el Joven.

## Arte
Louise von Panhuys pintó principalmente acuarelas de plantas con mucha precisión científica, influida por el arte botánico de Maria Sibylla Merian y los escritos de viajes de Alexander von Humboldt. Durante sus años en Surinam, pintó unas 90 acuarelas, que ahora alberga la Biblioteca de la Universidad de Fráncfort.
En 1898, la Senckenberg Nature Research Society expuso su trabajo públicamente por primera vez. Más recientemente, la Biblioteca de la Universidad de Fráncfort (1991) y la Frankfurter Sparkasse (2009) han realizado exposiciones que muestran su trabajo.

## Enlaces externos

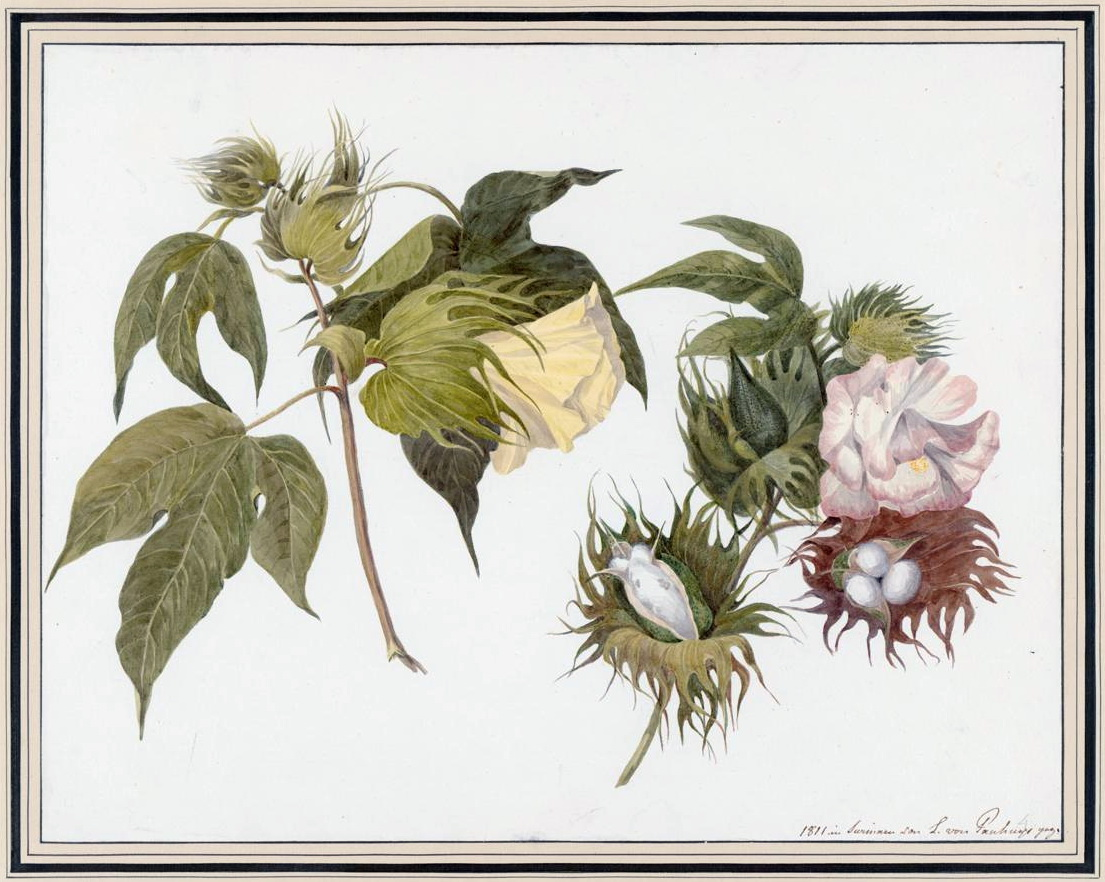
Gossypium

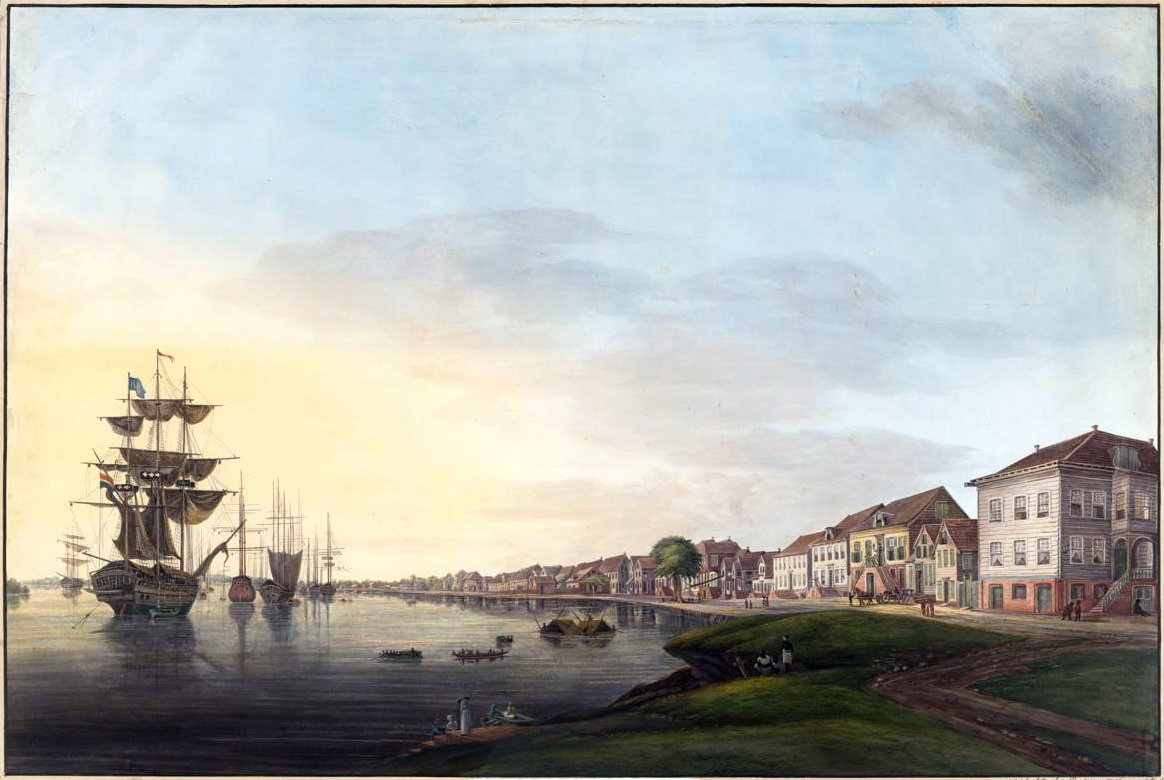
Paramaribo, la capital de Surinam